# 23067 Ішаджаін
23067 Ішаджаін (23067 Ishajain) — астероїд головного поясу, відкритий 7 грудня 1999 року.
Тіссеранів параметр щодо Юпітера — 3,204.